# Alexandria de la Tròada
Alexandria de la Tròada (en grec antic: Ἀλεξάνδρεια Τρώας) fou una ciutat de la costa de la Tròada situada enfront de l'illa de Tènedos.
Va ser fundada per Antígon el Borni com a Antigonea de la Tròada, i fou poblada amb ciutadans d'Escepsis, Neandria i altres llocs de la rodalia. Va ser ampliada pel rei Lisímac de Tràcia, i rebatejada llavors amb el nom d'Alexandria en honor d'Alexandre el Gran, segons que narra Plini el Vell, però tots dos noms, Alexandria i Antigonea, apareixen a les monedes.
Va formar part del Regne de Pèrgam. Després va passar a domini de Roma, i era una ciutat prospera que en temps d'Estrabó havia esdevengut colònia romana, sens dubte en temps d'August, amb el nom de Colònia Alexandria Augusta Tròada (coneguda sovint simplement com a Tròada). En temps d'Hadrià es va construir un aqüeducte, en part pagat per Herodes Àtic. Tant Juli Cèsar, com August i Constantí el Gran van pensar en aquesta Alexandria com una possible nova capital de l'Imperi. Va ser abandonada durant l'Imperi Romà d'Orient, en un moment indeterminat.
Resten unes ruïnes considerables, especialment les restes de l'aqüeducte, les muralles i els banys, a l'indret conegut en turc com a Eski Istanbul ('ciutat antiga').